# Il bambino ombra
Il bambino ombra (titolo originale Skuggpojken) è un romanzo giallo dello scrittore svedese Carl-Johan Vallgren pubblicato in Svezia nel 2013.
È il primo libro della serie che ha per protagonista l'ex interprete e traduttore del governo svedese Danny Katz.
La prima edizione del romanzo è stata pubblicata nell'anno 2015 da Marsilio.

## Trama
Nella metropolitana di Stoccolma, un padre perde misteriosamente il figlio. Una donna sconosciuta si era offerta di accompagnare il piccolo sulle scale che portano al treno, ma una volta che l'uomo raggiunge il binario, della donna e del bambino non c'è più traccia.
Circa quarant'anni dopo anche Joel Klingberg, il fratello di quel bambino, scompare misteriosamente. Non ricevendo aiuto dalla polizia, la moglie chiede aiuto a Danny Katz, ex interprete al ministero degli Esteri, ex traduttore e programmatore di software alla Difesa ed ex tossicodipendente. L'uomo gestisce una piccola agenzia di traduzione ed è stato compagno di Joel negli anni di addestramento del servizio militare. Danny non crede di essere la persona adatta a questo tipo di incarico, ma in nome della vecchia amicizia decide di aiutare la donna nella ricerca del marito.

## Edizioni
- Carl-Johan Vallgren, Il bambino ombra, traduzione di Laura Cangemi, Marsilio, 2015. ISBN 978-88-317-2138-7.
- Carl-Johan Vallgren, Il bambino ombra, traduzione di Laura Cangemi, Marsilio, 2016. ISBN 978-88-317-2564-4.